# Näsby distrikt, Småland
Näsby distrikt är ett distrikt i Vetlanda kommun och Jönköpings län. 
Distriktet ligger i nordvästra delen av kommunen. 

## Tidigare administrativ tillhörighet
Distriktet inrättades 2016 och utgörs av socknen Näsby i Vetlanda kommun.
Området motsvarar den omfattning Näsby församling hade vid årsskiftet 1999/2000.